# فایا خامائو
فایا خامائو (انگلیسی: Phaya Khammao; زاده ۲۳ سپتامبر ۱۹۱۱ – درگذشته ۱۳ اکتبر ۱۹۸۴) سیاستمدار اهل لائوس بود. وی از ۱۲ اکتبر ۱۹۴۵ تا ۲۳ اکتبر ۱۹۴۶ نخست‌وزیر این کشور بود.
فایا خامائو در ۱۳ اکتبر ۱۹۸۴، در سن ۷۳ سالگی درگذشت.